# Diocèse de Nebbio
Le diocèse de Nebbio est un des six diocèses historiques de Corse.

## Histoire
Fondé au Ve siècle, le diocèse devient suffragant de l'archevêché de Pise en 1092 puis de Gênes en 1133.
Il couvrait la microrégion du même nom, autour du golfe de Saint-Florent, ainsi que la côte occidentale du Cap Corse. Son territoire correspondait aux communes actuelles suivantes : Barbaggio, Barrettali, Canari, Farinole, Murato,  Nonza, Ogliastro, Olcani, Oletta, Olmeta-di-Capocorso, Olmeta-di-Tuda, Patrimonio, Piève, Poggio-d'Oletta, Rapale, Rutali, Saint-Florent, San-Gavino-di-Tenda, Santo-Pietro-di-Tenda, Sorio et Vallecalle.
Supprimé par l'Assemblée Constituante en 1790 au profit d'un diocèse corse unique situé à Bastia, il sera officiellement incorporé par le pape au diocèse d'Ajaccio dans le cadre du Concordat de 1801.
Depuis 2002, il s'agit d'un siège titulaire.

## La cathédrale
L'ancienne cathédrale de Nebbio, connue aussi sous le vocable d'église Santa Maria Assunta, se trouve à la limite de St-Florent le long de la petite route qui remonte vers Poggio d'Oletta par la Strette di San Germanu. C'est un magnifique édifice médiéval bien restauré et qui sert encore parfois de lieu de culte. La date de sa construction est incertaine, au XIIe siècle entre 1125 et 1140.
Par suite de l'insécurité des côtes et de la malaria qui sévissait dans les marécages situés au pied de la butte sur laquelle est construit le monument, ce dernier fut abandonné par les évêques qui s'installent à Fornacce (aujourd'hui hameau de San-Gavino-di-Tenda). Au début du XVIe siècle l'humaniste Agostino Giustiniani, évêque du Nebbio, fait réparer la cathédrale et lui adjoint sans doute un clocher qui sera détruit au XIXe à la suite d'une restauration radicale de l'édifice. Malgré ces travaux, en 1576 le monument est encore abandonné. Il est même décrit sans toiture, lors d'une visite d'Alexandre Sauli, alors évêque d'Aléria, 
En 1611 Jacobus Rusconi fait construire un nouveau palais épiscopal près de la cathédrale, palais détruit, puis reconstruit en 1714 par Nicolao Gaetano Aprosiio. En 1722 on sait que des travaux de charpente furent effectués. En 1748 la cathédrale et le palais sont occupés par les troupes génoises.
L'église Sainte-Marie (ancienne cathédrale de Nebbio) est classée au titre des Monuments historiques. De par sa superficie, il s'agit de la plus petite cathédrale de France encore en état.

## Évêques de Nebbio

### Évêques du diocèse de Nebbio
- Giovanni (1283 - ? )
- Henrico ( ? - ? )
- Guglielmo della Fornaie ( ? - ? )
- Raffaele Spinola (1313 - ? )
- Vincente ( ? - ? )
- Pietro Stefaneschi (1415-1417) (administrateur)
- Francesco de'Perfetti (1461 - ? )
- Battista Saluzzo ( ? - 1503)
- Agostino Giustiniani † (11 septembre 1514 - 1536)
- Girolamo Doria (1536 - 1538)
- Andrea Grimaldo (1540 - 1558)
- Filippo da Palmento (1558 - novembre 1571)
- Cesare Contardo † ( ? - 1578)
- Marc' Antonio Monte (15 septembre 1578 - 10 décembre 1578)
- Battisto Ubaldo ( ? - 1590)
- Andrea Scribanis (1590 - 1599)
- Jacobus Rusconi (1601 - 1612)
- Giuliano Castagnola (1612 - fin novembre 1621)
- Giovanni Mascardi † (1621 - 5 juin 1646)
- Vincentius Saporiti (avril 1647 - 1664)
- Camillo de Mari (1664 - 1671)
- Giovanni Geronimo Doria, C.R.S. † (1671 - 1703)
  - Sede vacante (1703 - 1709)
- Tomaso Giustiniani † (1709 - avril 1713)
- Nicolao Gaetano Aprosiio † (1713 - 1732)
- Giambattista Curli † (1733 - 1741)
- Romualdo Massei † (1741 - 1763)
- Matteo Guasco, O.F.M.Obs. † (1770 - 1773)
- Francesco Cittadella † (1773 -  1775)
- Domenico Maria Santini † (1776 - 1801)

### Évêques titulaires de Nebbio
- Francisco Montecillo Padilla (2006 - ), nonce apostolique en Papouasie-Nouvelle-Guinée (en) et aux Îles Salomon (en), en Tanzanie (en),  au Koweït (en), à Bahreïn (en) et aux Émirats arabes unis (en), au Yémen (en), au Qatar (en) puis au Guatemala (en)